# Crassostrea virginica
Crassostrea virginica en anglès:eastern oyster, és una espècie d'ostra nativa de la banda oriental del Golf de Mèxic i també cultivada en aqüicultura. a Puget Sound, Estat de Washington, on rep el nom de Totten Inlet Virginica..